# Michael Caicedo
Michael Caicedo Sánchez (* 21. Juni 2003 in Inca) ist ein spanischer Basketballspieler.

## Laufbahn
Caicedo, dessen Vater aus Kolumbien stammt, durchlief zunächst die Jugendabteilungen der Vereine CB La Roca und CB Granollers, ehe er zum Nachwuchs des FC Barcelona wechselte. Er wurde in Barcelonas zweite Herrenmannschaft aufgenommen, für die er erstmals im Laufe der Saison 2020/21 spielte. Im Januar 2021 wurde er von Trainer Šarūnas Jasikevičius im Alter von 17 Jahren, sechs Monaten und neun Tagen in Barcelonas Profimannschaft erstmals in der höchsten spanischen Spielklasse Liga ACB eingesetzt. Im Januar 2023 gab Barcelona Caicedo mittels Leihabkommen vorerst an den Ligakonkurrenten Granada ab.
Im Spieljahr 2023/24 wurde er zunächst in der zweiten Mannschaft des FC Barcelona eingesetzt, im Februar 2024 wurde Caicedo an den Erstligisten Bàsquet Girona verliehen.
Im Sommer 2024 wurde er vom Erstligaaufsteiger Força Lleida CE unter Vertrag genommen. Dort blieb seine Einsatzzeit gering. Ende März 2025 wechselte er nach Frankreich zu Stade Rochelais Basket, um bei dem abstiegsgefährdeten Erstligisten den verletzten Lucas Hergott zu ersetzen.

### Nationalmannschaft
2019 gewann er mit Spanien die U16-Europameisterschaft. Im Februar 2023 wurde er von Nationaltrainer Sergio Scariolo in die spanische A-Nationalmannschaft berufen.